# Susanne Kennedy
Susanne Kennedy, née en 1977 à Friedrichshafen, est une metteuse en scène allemande, produisant un théâtre sociétal.

## Biographie
Fille d'un Écossais et d'une Allemande, Kennedy, née en 1977 à Friedrichshafen, grandit à Tuttlingen dans une famille d'enseignants catholiques. Elle étudie le théâtre à Mayence et la mise en scène à Amsterdam, et produit notamment des mises en scène d’Elfriede Jelinek ou de Sarah Kane,.
Elle effectue un stage auprès de Johan Simons. Au Kammerspiele à Munich, Susanne Kennedy met en scène They Shoot Horses, Don't They ? en 2011 et Fegefeuer de Marieluise Fleisser à Ingolstadt en 2013. Pour cette pièce, elle choisit d’enregistrer les dialogues en studio, puis de faire jouer sur le plateau les comédiens en playback, les corps étant comme télécommandés par ces voix pré-enregistrés, un procédé qu'elle réutilisera par la suite. En 2013, elle est élue jeune metteur en scène de l'année pour cette pièce, Fegefeuer, par la revue spécialisée Theater heute. Toujours avec cette pièce, elle participe également en 2014 à la 51e Rencontre théâtrale de Berlin. En 2014, elle met en scène le film de Rainer Werner Fassbinder Warum läuft Herr R. Amok ? au Kammerspiele de Munich. En 2015, elle met en scène Orfeo au festival de musique, la Ruhr Triennale. En 2017, elle présente cette fois à la Volksbühne Berlin Women in Trouble, sur la maladie et la mort. En 2018, elle est invitée en France au théâtre Nanterre-Amandiers. Début 2019, le projet de théâtre interactif Coming Society, que Kennedy développe en collaboration avec l'artiste plasticien Markus Selg, présente sa première représentation à la Volksbühne Berlin. En 2023, elle présente une mise en scène, Angela, au festival d'Avignon, puis est programmée au festival d'automne à Paris.